# Friedrich-Ebert-Stiftung
Die Friedrich-Ebert-Stiftung e. V. (FES) ist die älteste sogenannte parteinahe Stiftung in Deutschland und steht der Sozialdemokratischen Partei Deutschlands (SPD) nahe. Die Friedrich-Ebert-Stiftung ist gemäß Bundesverband Deutscher Stiftungen mit 190,3 Millionen Euro Gesamtausgaben im Jahre 2019 die zweitstärkste aller deutschen politischen Stiftungen. Sie ist wie die meisten anderen politischen Stiftungen rein rechtlich und auch wirtschaftlich keine Stiftung, sondern ein eingetragener Verein. Ihr Sitz ist in Bonn und Berlin, bundesweit gibt es 18 Regional- oder Landesbüros, weltweit 104 Büros (Stand: 2024).

## Geschichte

Logo der Stiftung bis November 2024

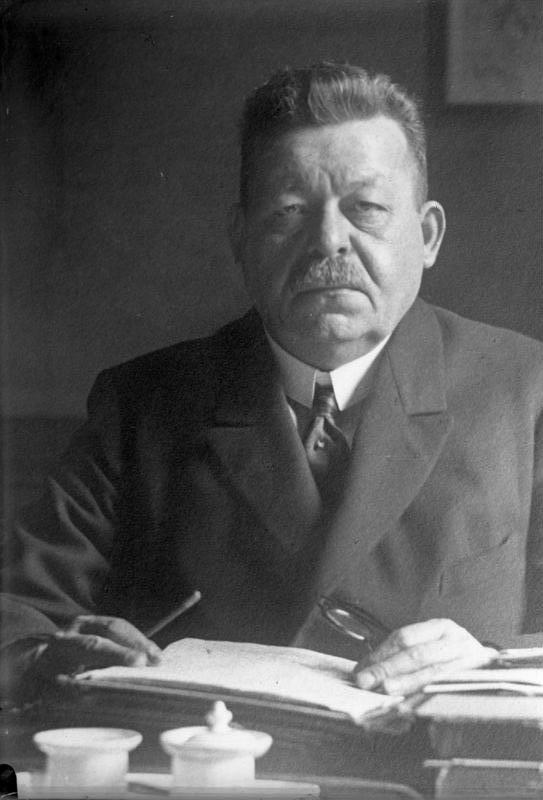
Friedrich Ebert (1925)

Die nach dem sozialdemokratischen deutschen Reichspräsidenten Friedrich Ebert benannte und von ihm selbst in seinem Testament angeregte Stiftung wurde wenige Tage nach seinem Tod am 2. März 1925 gegründet. Der SPD-Vorstand beauftragte den Parteikassierer Konrad Ludwig mit dem Aufbau der Stiftung, deren Startkapital Spenden der Trauergäste bildeten. Der Parteivorstand hatte „an alle Organisationen die Bitte [gerichtet], von Kranz- und Blumenspenden abzusehen und ebenso an die auswärtigen Organisationen die Bitte, von der Entsendung von Deputationen zur Leichenfeier Abstand zu nehmen und dafür die für diesen Zweck entfallenden Geldbeträge der Friedrich-Ebert-Stiftung zuzuführen“.
Hauptaufgabe sollte es sein, der Diskriminierung der Arbeiter auf dem Gebiet der Bildung entgegenzuwirken: „Die Friedrich-Ebert-Stiftung verfolgt den Zweck, jungen, befähigten Proletariern Beihilfen für einen Studiengang an staatlich anerkannten Instituten zu geben. Es werden grundsätzlich nur solche Personen unterstützt, die eine Empfehlung der Parteiorganisation beibringen“ (SPD-Jahrbuch 1926). Bis Ende 1931 wurden insgesamt 295 Studenten mit rund 52.000 Reichsmark gefördert. Allerdings waren zu diesem Zeitpunkt die Mittel der Stiftung durch die Auswirkungen der Weltwirtschaftskrise völlig erschöpft. 1933 wurde die FES von den Nationalsozialisten ebenso verboten wie sämtliche übrigen Einrichtungen der Partei.
Nach dem Zweiten Weltkrieg wurde die FES auf Initiative des Sozialistischen Deutschen Studentenbundes wiedergegründet. Bereits der SDS-Gründungskongress im September 1946 hatte einen entsprechenden Appell an die Parteiführung beschlossen. Ab 1948 zahlte man aufgrund einer Absprache zwischen SDS- und SPD-Vorstand die ersten Stipendien an ausgewählte SDS-Funktionäre, darunter auch an Helmut Schmidt.
Am 1. April 1954 erfolgte die Umwandlung in einen gemeinnützigen Verein „zur Förderung demokratischer Volkserziehung“. Seit dieser Zeit finanzierte sich die FES zunehmend aus Steuergeldern, die insbesondere in die Studienförderung flossen.
Seit den 1960er Jahren engagiert sich die FES zudem verstärkt auf dem Gebiet der Entwicklungshilfe. Dabei unterstützte sie Demokratisierungs- und Befreiungsbewegungen wie den African National Congress und spielte eine wichtige Rolle bei der Überwindung der diktatorischen Regime in Griechenland, Spanien und Portugal. So war es kein Zufall, dass die Sozialistische Partei Portugals 1973 in einer Heimvolksschule der FES in Bad Münstereifel gegründet wurde.
Die FES hatte als älteste parteinahe Stiftung einen Modellcharakter für die anderen, erst nach dem Zweiten Weltkrieg gegründeten politischen Stiftungen.

## Die FES in Zahlen (Ende 2022)

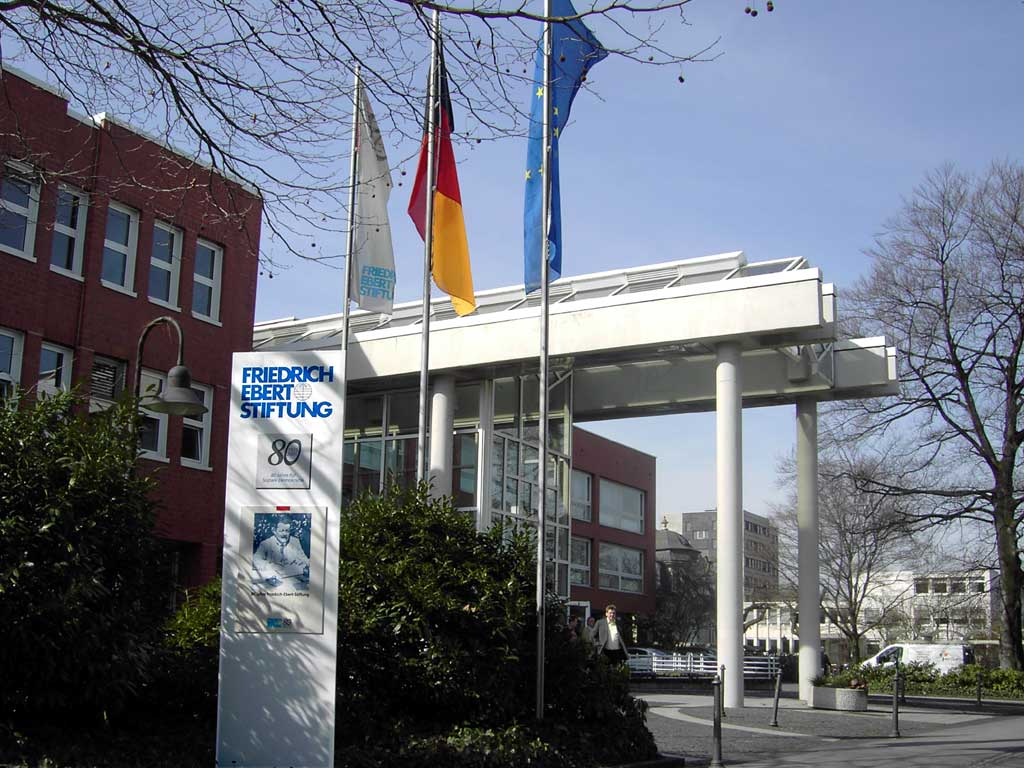
Hauptsitz der Friedrich-Ebert-Stiftung an der Godesberger Allee in Bonn

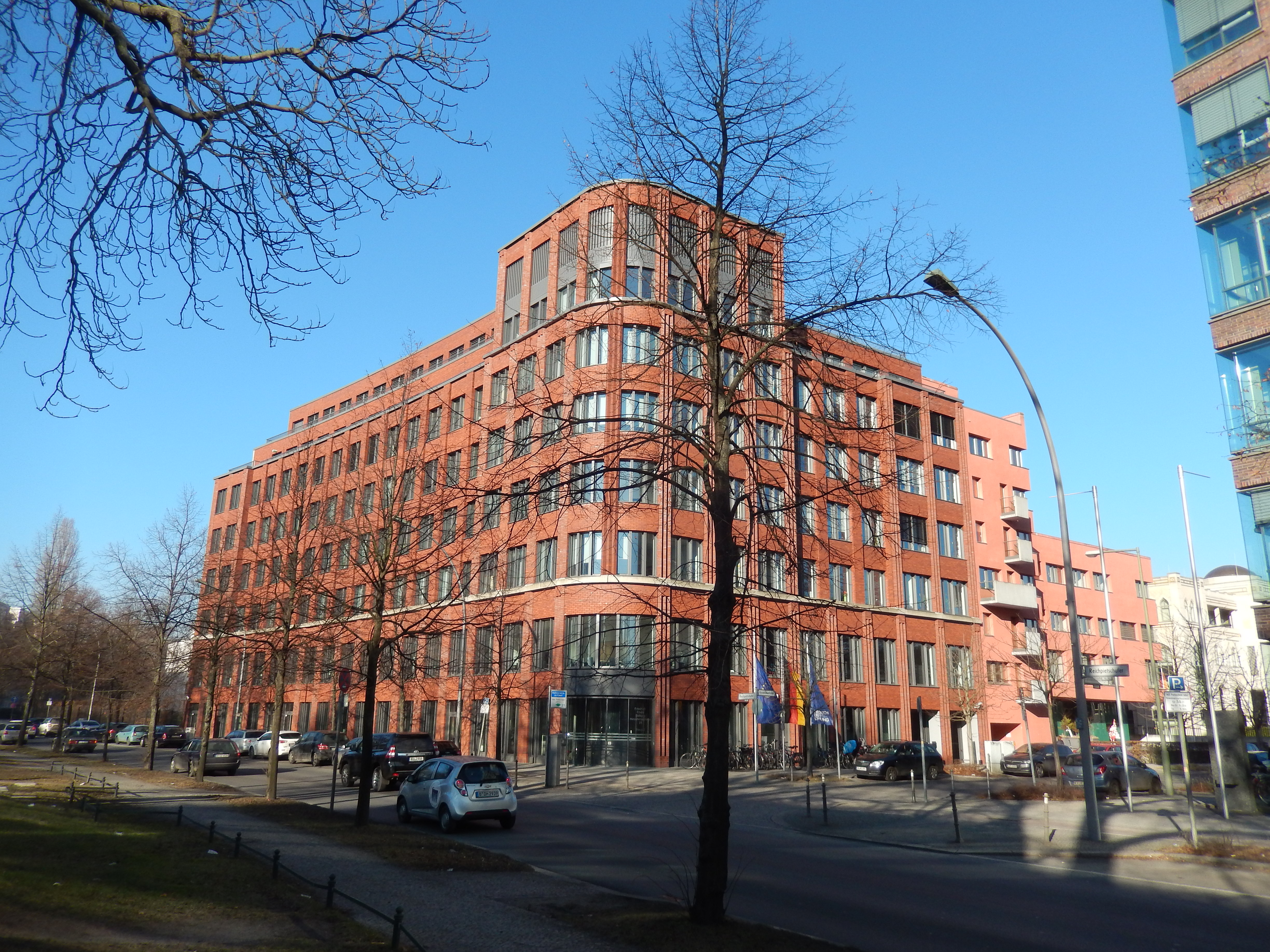
Zentrale der Friedrich-Ebert-Stiftung in der Hiroshimastraße in Berlin

Die FES veranstaltete im Jahr 2022 insgesamt 2.314 Bildungsveranstaltungen, Diskussionsforen, Fachtagungen und Ausstellungen, Präsenz und online, mit rund 125.252 Teilnehmenden in Deutschland. Bei der Stiftung sind derzeit (2022) an 18 Standorten in Deutschland und in 104 Auslandsbüros 1.571 Mitarbeitende beschäftigt. Die inländischen Standorte bestehen aus den beiden Niederlassungen in Bonn und Berlin, den 15 Regionalbüros (Dresden, Erfurt, Hamburg, Hannover, Leipzig, Magdeburg, Mainz, München, Regensburg, Stuttgart, Potsdam, Regensburg, Schwerin, Wiesbaden) sowie der Akademie für Soziale Demokratie in Bonn. Außerdem wird in Trier das Museum Karl-Marx-Haus betrieben. 
Die FES hatte Ende 2022 eine Bilanzsumme von ca. 145 Mio. Euro, davon wurden die Immobilien und Grundstücke mit 68 Mio. Euro bewertet und die Kassenbestände beliefen sich auf ca. 19,5 Mio. Euro.
Die Stiftung verzeichnete 2022 Einnahmen in Höhe von ca. 208 Mio. Euro, davon stammte der überwiegende Teil (ca. 198 Mio. Euro; entspricht ca. 95 %) aus Steuergeldern, vor allem aus Bundes- und Landeshaushalten. Lediglich 0,19 % der Einnahmen stammen aus Teilnahmegebühren. Der größte Ausgabenblock ist die Internationale Zusammenarbeit mit 127 Mio. Euro (ca. 61 % der Einnahmen) und die Studenten-Stipendien (ca. 27 Mio. Euro; ca. 13 % der Einnahmen).

## Aktivitäten

### Ziele
Die FES orientiert sich nach wie vor an den von Friedrich Ebert vorgegebenen Aufgaben,
- die politische und gesellschaftliche Bildung von Menschen aus allen Lebensbereichen im Geiste von Demokratie und Pluralismus zu fördern,
- begabten jungen Menschen unabhängig von den materiellen Möglichkeiten der Eltern durch Stipendien den Zugang zum Hochschulstudium zu ermöglichen,
- zur internationalen Verständigung und Zusammenarbeit beizutragen.

Die FES nennt als ihre strategischen Ziele:
- Wirtschaftsordnung und Sozialordnung gerecht gestalten
- Politische Teilhabe und gesellschaftlichen Zusammenhalt stärken
- Die Erneuerung der Sozialen Demokratie fördern
- Den Dialog zwischen Gewerkschaften und Politik vertiefen
- Die Globalisierung sozial gestalten

### Studienförderung
Die Abteilung Studienförderung betreute (Stand: 27. Februar 2018) über 21.000 Stipendiaten. Wichtigstes Kriterium für die Aufnahme ist neben der Qualifikation bzw. überdurchschnittlichen Studienleistungen ein überdurchschnittliches gesellschaftspolitisches Engagement. Über 90 % der Geförderten beenden ihr Studium mit einem Prädikatsexamen. 2010 waren etwa 2500 Studenten in der Förderung. Die Stipendiaten erhalten neben der materiellen auch eine sogenannte ideelle Förderung (d. h. Teilnahme an gesellschaftspolitischen Seminaren, Konferenzen und anderen Veranstaltungen, die unter anderem der Berufsqualifizierung dienen).
Die FES unterhielt bis 2009 ein eigenes Tagungshaus auf dem Bonner Venusberg für diese stipendiatischen Veranstaltungen. Aufgrund der emotionalen Bindung vieler aktueller und ehemaliger Stipendiaten war die Schließung innerhalb der FES nicht unstrittig. Zudem wurde eine Petition gegen die Schließung eingerichtet. Das Tagungshaus wurde dennoch geschlossen.
Einmal jährlich wählen die Stipendiaten auf der bundesweiten Bundesvertretungskonferenz (BVK) ihre Bundesvertretung (BVS), die sich im darauffolgenden Jahr für die Belange der Geförderten und den Dialog mit der Stiftung einsetzt. Die Stipendiaten vernetzen sich untereinander und mit Ehemaligen auf der Plattform fes-social.de. Für die Dauer ihrer Förderung betreut ein Referent die Stipendiaten; diese gehören am jeweiligen Hochschulort auch einer Hochschulgruppe (HSG) an.
Seit 1971 unterstützt ein Solidaritätsfonds der FES zusätzlich bedürftige ausländische Studenten, wobei aus politischen, ethnischen oder religiösen Gründen verfolgte Menschen Vorrang haben. Der Fonds finanziert sich ausschließlich aus Spenden von ehemaligen und aktuellen Stipendiaten. Die Spenden kamen bisher über 1000 ausländischen Studenten zugute – aktuell erhalten 31 Studenten ein Stipendium des Solidaritätsfonds. Jedes Jahr wählen die Stipendiaten auf der BVK zwei stipendiatische Vertreter des Fonds in dessen Lenkungsausschuss.

### Internationale Arbeit
Die FES setzt sich in ihrer internationalen Entwicklungszusammenarbeit in über 100 Ländern für die Förderung von Demokratie und sozialer Gerechtigkeit, für starke und freie Gewerkschaften sowie für Menschenrechte und Geschlechtergerechtigkeit ein. Zu den Partnern der FES zählen traditionell Parteien und Gewerkschaften, Nichtregierungsorganisationen, wissenschaftliche und politische Beratungseinrichtungen, aber auch Regierungsinstitutionen (wie Parlamente und Ministerien) oder Organisationen der UNO. Dieses weltweite Netzwerk dient auch als Forum für Erfahrungstransfer und Politikberatung und macht die FES (ähnlich wie andere parteinahe Stiftungen) zu einer „internationalen Organisation“ mit Kontakten in der ganzen Welt und zu zahlreichen gesellschaftlichen Sektoren.
Die internationale Arbeit wird von Deutschland aus durch zwei Abteilungen organisiert:
Internationale EntwicklungszusammenarbeitDiese Abteilung ist in 72 Ländern mit 64 Büros in Afrika, Lateinamerika, Asien, dem Nahen Osten und an den UN-Standorten in New York und Genf vertreten. Neben regional- und landesspezifischen Projekten bearbeitet sie auf Konferenzen und in Studien kontinentübergreifende internationale Fragen wie der internationalen Parteiförderung, der globalen Gewerkschaftskooperation, der veränderten geopolitischen Rolle großer Länder in der Globalisierung und der Zukunft der deutschen Außenbeziehungen.
Internationaler DialogDiese Abteilung ist in 36 Ländern mit 41 Büros vertreten, die von den beiden Referaten Westliche Industrieländer und Mittel- und Osteuropa in Berlin betreut werden. Durch dieses Netzwerk möchte die FES einen europäischen Dialog kreieren, Gestaltungsoptionen für ein wirtschaftlich nachhaltiges und soziales Europa aufzeigen, und zu einem gemeinsamen Konsens in diesem europäischen Diskurs finden. Zusätzlich werden aktuelle außen- und sicherheitspolitische Themen behandelt, mit dem Ziel, die europäische Gemeinsame Außen- und Sicherheitspolitik zu stärken sowie einen europäischen Dialog zu energie- und klimapolitischen Herausforderungen zu stimulieren. Das Referat Mittel- und Osteuropa fördert auf dem Balkan, im Kaukasus und in Zentralasien die Kooperation mit der Europäischen Union. Zusätzlich unterstützt es den Wandel der ehemals plansozialistisch gebauten Länder in der Region durch die Arbeitsbereiche Wahlen und Parlamente, Wirtschafts- und Sozialpolitik, Arbeitsbeziehungen und Sozialer Dialog, Bildungs- und Medienpolitik, Kommunalpolitik und Regionalentwicklung, Minderheitenschutz, Außen- und Sicherheitspolitik sowie Herausforderungen der Globalisierung.
Das Referat Internationale Politikanalyse erforscht zudem grundsätzliche Fragen unter anderem der Globalisierung, der europäischen Integration und der Transformationsprozesse in den Gesellschaften Mittel- und Osteuropas. Weiterhin beschäftigt es sich mit den strategischen Optionen der deutschen Europapolitik und beleuchtet dabei insbesondere Fragen der demokratischen Legitimität der europäischen Institutionen und Möglichkeiten ihrer Weiterentwicklung. Die Büros arbeiten länderübergreifend außerdem an den Schwerpunktthemen „Europäisches Wirtschafts- und Sozialmodell“ und „Gemeinsame Außen- und Sicherheitspolitik“.
Das Europabüro in Brüssel organisiert den Dialog zu politischen, wirtschaftlichen, sozialen und ökologischen Fragen zwischen Deutschland und Europa sowie innerhalb Europas.
Die FES ist Mitglied im Netzwerk Europäische Bewegung.

#### FES in Russland
Am 7. April 2022, etwa sechs Wochen nach dem Beginn des russischen Überfalls auf die Ukraine seit dem 24. Februar 2022, teilte das russische Justizministerium mit, dass es die Büros von 15 namhaften internationalen Organisationen schließt, darunter das Büro der Friedrich-Ebert-Stiftung, der Friedrich-Naumann-Stiftung, des Politikinstituts Carnegie Endowment for International Peace, der polnischen Organisation Wspólnota Polska, das Büro von Amnesty International und das von Human Rights Watch. Anfang 2024 wurde die Stiftung in Russland als unerwünschte Organisation eingestuft.

### Bildungsarbeit
Unter dem Dach ihres Historischen Forschungszentrums verfügt die FES mit dem Archiv der sozialen Demokratie und ihren Bibliotheken in Bonn (Bibliothek der Friedrich-Ebert-Stiftung Bonn) und im Karl-Marx-Haus in Trier über eine der weltweit umfangreichsten Sammlungen von Dokumenten zur Sozialgeschichte und zur Geschichte der Arbeiterbewegung.
1973 erwarb die FES den traditionsreichen ehemaligen Parteiverlag der SPD „J. H. W. Dietz Nachf.“, in dessen Programm zahlreiche Buchreihen und Zeitschriften der Stiftung erscheinen.
Die politische Bildungsarbeit in Deutschland ist in einem bundesweiten Netz von Landesbüros, Akademien, zentralen Projekten sowie den Tagungszentren Berlin und Bonn organisiert. Mit dem Leitziel, die soziale Demokratie zu fördern und zu stärken sowie die politische Kultur der Demokratie weiterzuentwickeln, sollen die politischen Bildungsveranstaltungen die Urteils- und Handlungskompetenz der Bürger erweitern. Darüber hinaus motivieren und befähigen sie zum Engagement im politischen Ehrenamt und leisten Politikberatung für Personen in politischen Führungspositionen und Mandaten. Zudem will die FES in öffentlichen Foren den Dialog zwischen Politik und Gesellschaft fördern.
Pro Jahr werden in Deutschland etwa 2.500 Veranstaltungen angeboten, bei denen nach FES-Angaben fast 150.000 Teilnehmer erreicht werden. Ferner veröffentlichen die Abteilungen der politischen Bildung, des Historischen Forschungszentrums und andere Fachabteilungen (Wirtschafts- und Sozialpolitik usw.) etwa 500 Publikationen pro Jahr, von knappen Länderstudien bis zu umfangreichen Gutachten zu wirtschafts- oder gesellschaftspolitischen Fragen. Historische und didaktische Ausstellungen (zum Beispiel Wanderausstellungen für Schulen über Rechtsextremismus) ergänzen das Angebot.

### Journalistenakademie
Workshops und weitere Bildungsangebote zu journalistischen Themen und zu journalistischem Handwerkszeug bündelt die FES unter der Bezeichnung FES-Journalistenakademie. Die Angebote stehen einerseits den Stipendiaten des Bildungswerks, andererseits Journalisten, zur Verfügung. Es gibt Seminare zu den journalistischen Darstellungsformen wie Interview und Reportage, andererseits Praktikumsangebote im Bundestag. Öffentliche Veranstaltungen zu Medienthemen in Zusammenarbeit mit dem Netzwerk Recherche sollen die Diskussion um den Qualitätsjournalismus in die Gesellschaft tragen.

## Leitung
Geschäftsführung:
- 1956–1986: Günter Grunwald
- 1986–1989: Horst Heidermann
- 1989–2004: Jürgen Burckhardt
- 2004–2021: Roland Schmidt
- seit 2021: Sabine Fandrych

Vorsitzende:
- 1953–1970: Gerhard Weisser
- 1970–1983: Alfred Nau
- 1983–1987: Heinz Kühn
- 1987–2003: Holger Börner
- 2003–2010: Anke Fuchs
- 2010–2012: Peter Struck
- 2013–2020: Kurt Beck
- seit 2020: Martin Schulz

## Vorstand
Auf der Mitgliederversammlung im Dezember 2020 wurde der folgende Vorstand gewählt:
Vorsitzender
- Martin Schulz

Stellvertretende Vorsitzende
- Anke Rehlinger
- Reiner Hoffmann

Geschäftsführendes Vorstandsmitglied
- Sabine Fandrych

Mitglieder des Vorstandes
- Peter Brandt
- Barbara Hendricks
- Christina Kampmann
- Barbara Ludwig
- Rolf Mützenich
- Matthias Platzeck
- Manja Schüle

Ehrenvorsitzende
- Kurt Beck
- Holger Börner †
- Anke Fuchs †

## Publikationen
- Archiv für Sozialgeschichte, seit 1961 erscheinende geschichtswissenschaftliche Fachzeitschrift des Historischen Forschungszentrums. Das AfS erscheint jährlich im Herbst mit einem Rahmenthema zur neueren Gesellschaftsgeschichte Deutschlands, Europas oder Nordamerikas im Verlag J.H.W. Dietz Nachf. Bonn
- Neue Gesellschaft Frankfurter Hefte, monatlich erscheinende Zeitschrift zu Theorie und Praxis der sozialen Demokratie. Die NG erscheint seit 1954 als Nachfolgeprojekt der Zeitschrift Die Neue Zeit, 1985 schloss sie sich mit den linkskatholischen FH zusammen und erscheint seitdem unter dem Namen NG/FH im Verlag J. H. W. Dietz Nachf. Bonn
- Internationale Politik und Gesellschaft (IPG), bis 2011 als bilinguale Vierteljahresschrift,[18] seit Oktober 2013 weitergeführt als Online-Zeitschrift IPG Internationale Politik und Gesellschaft / ipg-journal anschließend als Journal für Internationale Politik und Gesellschaft[19]
- FES info, quartalsweise erscheinendes Magazin der Abteilung für Presse- und Öffentlichkeitsarbeit
- FORUM, halbjährlich erscheinende Zeitschrift der Stipendiaten der FES
- Expertisen für Demokratie, Publikationsreihe, erscheint seit 2010

## Preise
Das politische Buch
- Seit 1982 verleiht die Stiftung jährlich den mit 10.000 Euro dotierten Preis Das politische Buch zur Förderung wichtiger politischer Bücher. Die Preisverleihung findet in mahnender Erinnerung an die nationalsozialistische Bücherverbrennung 1933 rund um den 10. Mai statt.

Menschenrechtspreis
- Seit 1994 wird (inzwischen jährlich) der Menschenrechtspreis der FES verliehen. Preisträger waren unter anderem der Strafgerichtshof für Uganda (2003), die peruanische Wahrheitskommission und die chilenische Kommission zu politischer Gefangenschaft und Folter, oder der thailändische Gewerkschafter Somsak Kosaisook (2006).

## Partnerorganisationen
- Georg-von-Vollmar-Akademie, Bildungsstätte auf Schloss Aspenstein in Kochel am See

## Personen
siehe Kategorie:Person (Friedrich-Ebert-Stiftung)